# CB León
Maillots
Le Club Baloncesto León, aussi connu comme Climalia León, est un club de espagnol basket-ball basé dans la ville de León. Le club joue la saison 2008-2009 en Liga española de baloncesto, la deuxième division du championnat d'Espagne.

## Entraîneurs successifs
- 1980 - 1984 :  José Estrada
- 1984 - 1987 :  Antonio Garrido
- 1987 - 1988 :  José Clavijo
- 1988 - 1989 :  Mariano Parra
- 1989 - 1997 :  Gustavo Aranzana
- 1997 - 1999 :  Eduard Torres
- 1999 - 2000 :  Jose Luis Oliete
- 2000 - 2002 :  Roberto Herreras
- 2002 - 2003 :  Quino Salvo
- 2003 - 2005 :  Angel Jareño
- Depuis 2005 :  Gustavo Aranzana

## Joueurs célèbres ou marquants
- Oscar Yebra
- Tim Kempton
- Heshimu Evans
- Rick Hughes
- Danny Strong